# Лефевр, Клод
Клод Лефевр (фр. Claude Lefèbvre; 12 сентября 1632, Фонтенбло — 25 апреля 1675) — французский художник и гравёр.

## Биография
Сын художника Жана Лефевра (1600—1675). Первые уроки живописи получил в мастерской отца.
Учился у Эсташа Лесюэра (1654) в Париже, а после его смерти у Шарля Лебрена (1655), который посоветовал молодому художнику сосредоточиться на портретах.
Вскоре зарекомендовал себя в качестве одного из ведущих художников-портретистов, и в 1663 году, в возрасте тридцати лет, он был принят в члены Королевской академии живописи и скульптуры, а в 1664 году стал доцентом академии. Среди его учеников Франсуа де Труа.
К. Лефевр посетил Англию, где был впечатлён работами Антониса ван Дейка, которые повлияли на его творчество. В Лондоне живописец был приглашён ко двору английского короля Карла II.
На пике своей карьеры, в 1673 г. выставил десять своих работ, девять из которых были портреты.
Многие из картин Лефевра утеряны, и лишь некоторые из них известны по гравюрам других художников, таких как Герард Эделинк и Пьер-Луи ван Шеппен.
В отличие от большинства своих современников, которые создавали свои гравюры на основе работ других художников, Лефевр гравировал на основе своих собственных картин.
Полотна и гравюры К. Лефевра находятся ныне в коллекциях Национальной портретной галереи в Лондоне, Лувре, музей Карнавале в Париже, Дижонском музей изобразительного искусства, музее в Бостоне (США)и др.